# Плюсове змішане насадження смереки із смереки гірської
Плюсове змішане насадження смереки із смереки гірської — ботанічна пам'ятка природи місцевого значення. Об'єкт розташований на території Надвінянського району Івано-Франківської області, Максимецьке лісництво, квартал 21, виділ 3.
Площа — 2,6000 га, статус отриманий у 1993 році.